# Rosaire monumental de Montserrat
Pour les articles homonymes, voir Montserrat.

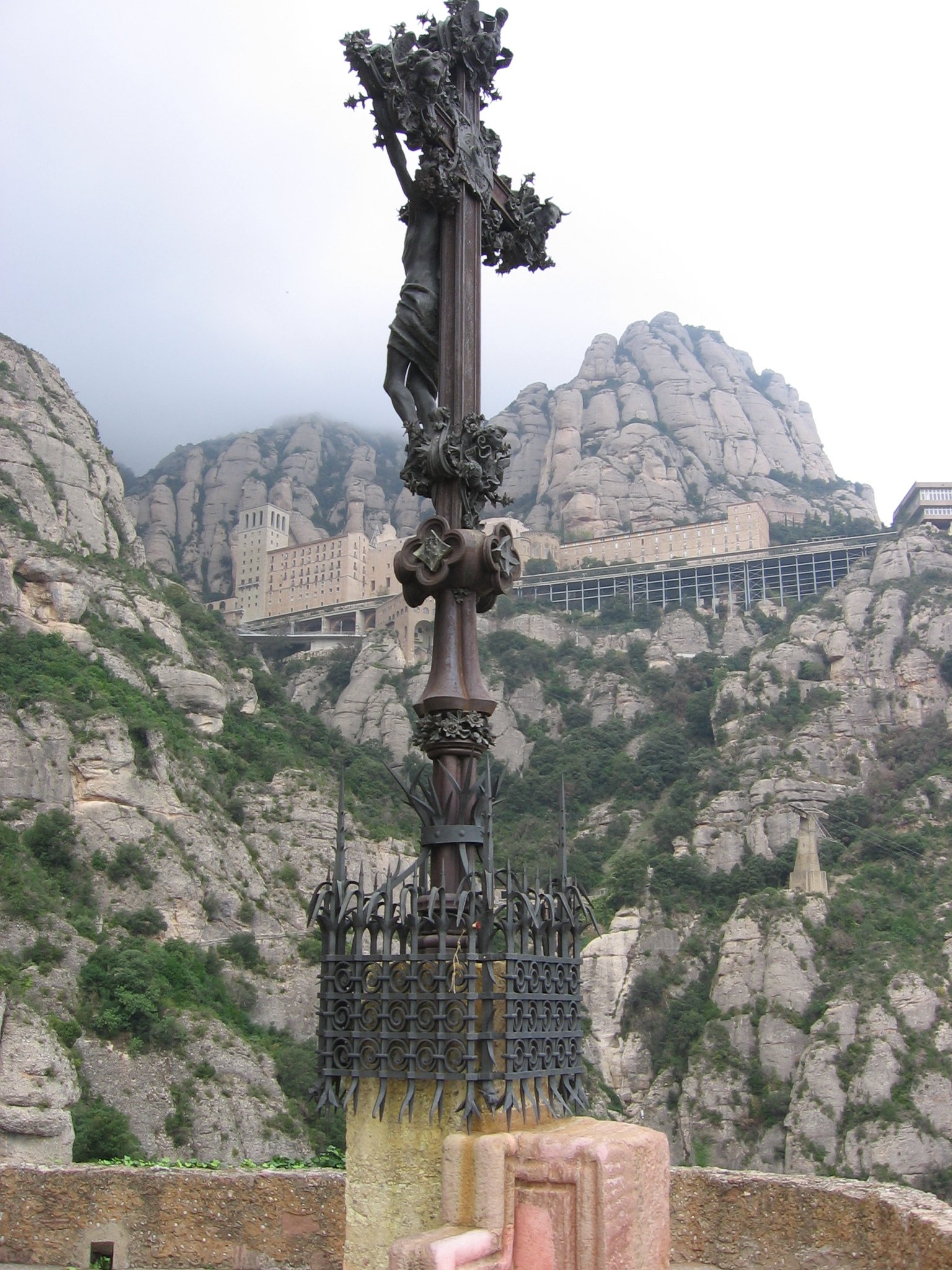
Vue du chemin avec le monastère en fond

Le Rosaire monumental de Montserrat est un ensemble d'œuvres sculptées sur des thèmes religieux situés sur le chemin qui conduit du Monastère à la grotte où l'on trouva la sculpture de la Vierge en 880. 
Le chemin est excavé dans la montagne, le long du massif de Montserrat, construit entre 1691 et 1704 grâce au mécénat de Gertrudis de Camporrell, marquise de Tamarit. Sur le parcours plusieurs groupes de sculptures ont été installés. Ils sont dédiés au Rosaire et aux quinze mystères de la Vierge, construits entre 1896 et 1916. Les œuvres furent financées par des donations de particuliers, venant surtout de confréries et d’entités catholiques, grâce l'appel de  Jaume Collell i Bancells, chanoine de la cathédrale de Vic, dans la revue jésuite Le Messager du Cœur de Jésus qui organisa une campagne pour la construction du Rosaire Monumental.
Lors de la construction intervinrent des architectes comme Antoni Gaudí, Josep Puig i Cadafalch et Enric Sagnier i Villavecchia, et des sculpteurs comme Josep Llimona, Josep Campeny, Margarida Sans ou les frères Agapit et Venanci Vallmitjana.  À cause du grand nombre de personnes qui participèrent à la construction, l'ensemble n'a pas un style architectural uniforme, mais il s'inscrit cependant dans le Modernisme catalan. En 1983 le second Mystère joyeux fut refait à neuf. La Visitation et le nouveau groupe de sculpture en bronze fut réalisé par  Manuel Cusachs.

## Les Quinze mystères

### Mystères joyeux
- Premier mystère joyeux : L’Annonciation, œuvre des sculpteurs Pujol i García, avec un socle en marbre de Francesc Pagès i Serratosa (1896).
- Deuxième mystère joyeux : La Visitation de Marie à sa cousine Elisabeth, œuvre d'Enric Sagnier i Villavecchia, avec une sculpture de la Visitation de Venanci Vallmitjana i Barbany (1902).
- Troisième mystère joyeux : La Naissance de Jésus, œuvre de l'architecte Josep Puig i Cadafalch et du sculpteur Josep Llimona (1901).
- Quatrième mystère joyeux : La Présentation de Jésus au Temple, œuvre de l'architecte Joan Martorell i Montells et du sculpteur Josep Marie Barnadas (1904).
- Cinquième mystère joyeux: Le Recouvrement de Jésus au Temple, œuvre de Joan Martorell et Josep Marie Barnadas (1906).

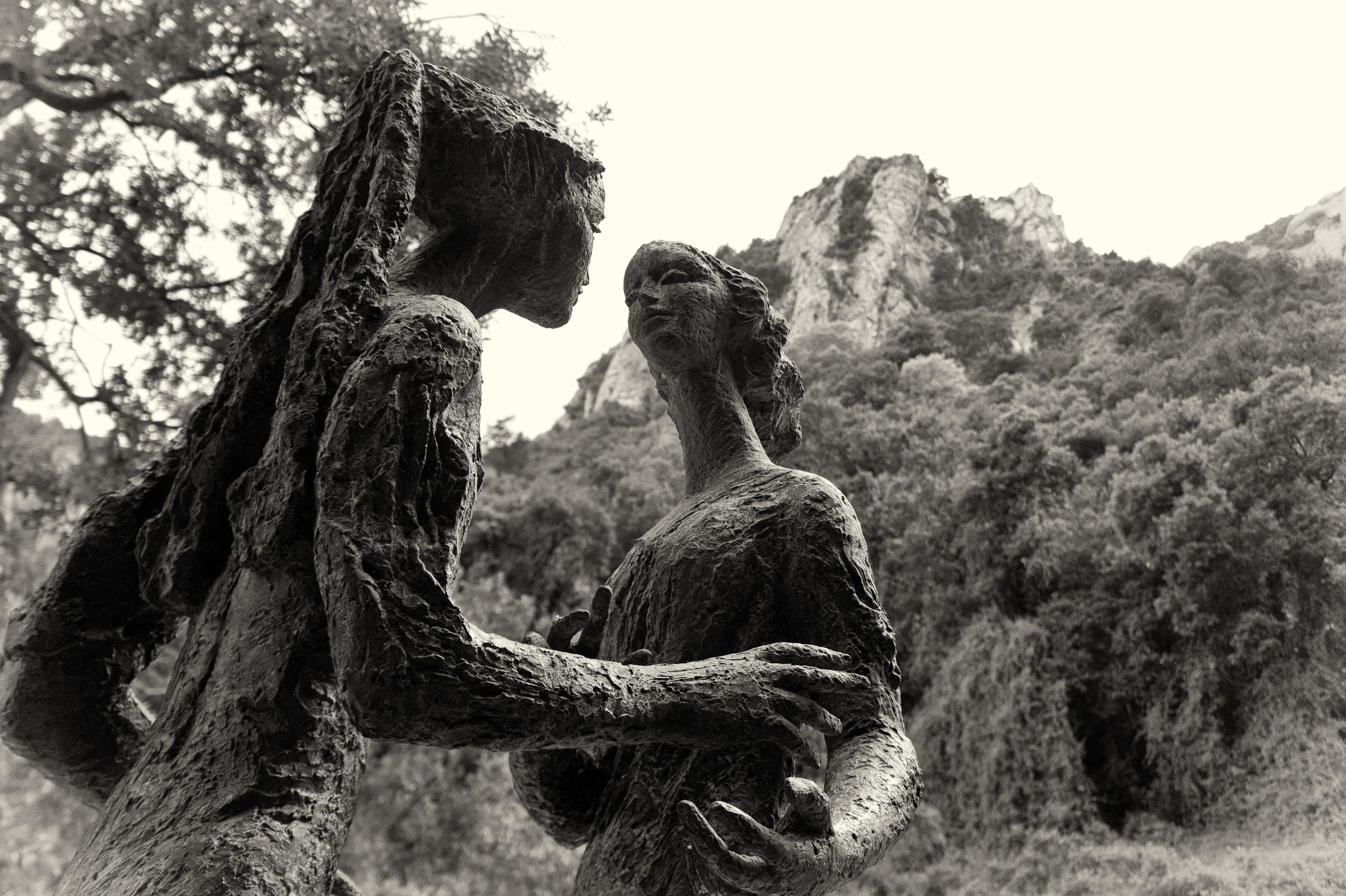
Deuxième mystère joyeux
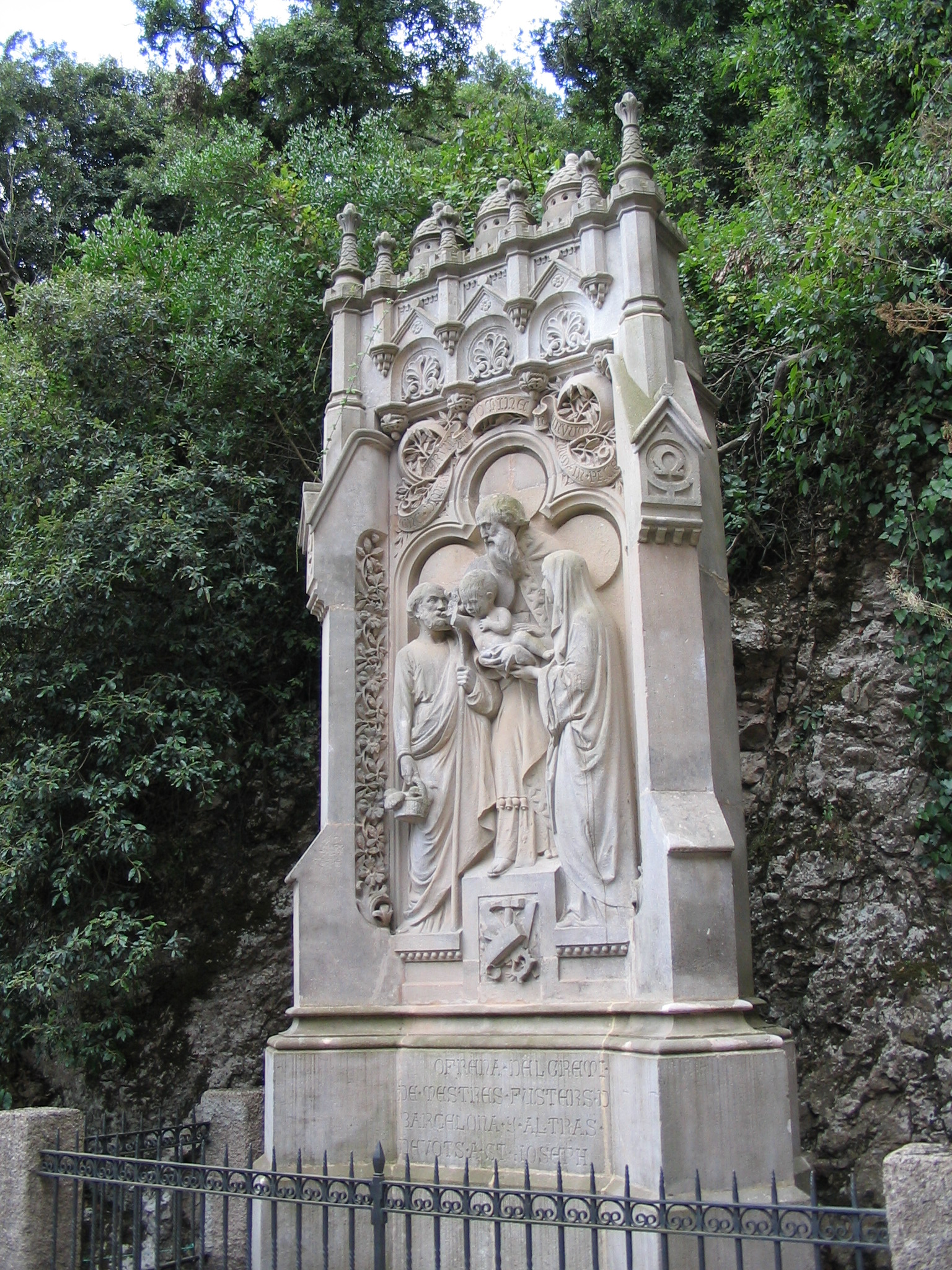
Quatrième mystère joyeux

### Mystères douloureux
- Premier mystère douloureux : L'Agonie de Jésus à Gethsémani', œuvre de Joaquim Codina i Matalí avec des sculptures de Josep Campeny (1897).
- Deuxième mystère douloureux : La Flagellation, œuvre de l'architecte Francesc de Paula du Villar i Carmona et du sculpteur Agapit Vallmitjana i Barbany (1898).
- Troisième mystère douloureux : Le Couronnement d'Épines, œuvre d'Enric Sagnier i Villavecchia et du sculpteur Anselm Nogués (1901).
- Quatrième mystère douloureux : Le Portement de Croix, œuvre de Joan Martorell avec Venanci Vallmitjana comme sculpteur (1899).
- Cinquième mystère douloureux : La Crucifixion de Jésus, œuvre de l'architecte Josep Puig i Cadafalch et du sculpteur Josep Llimona (1896).

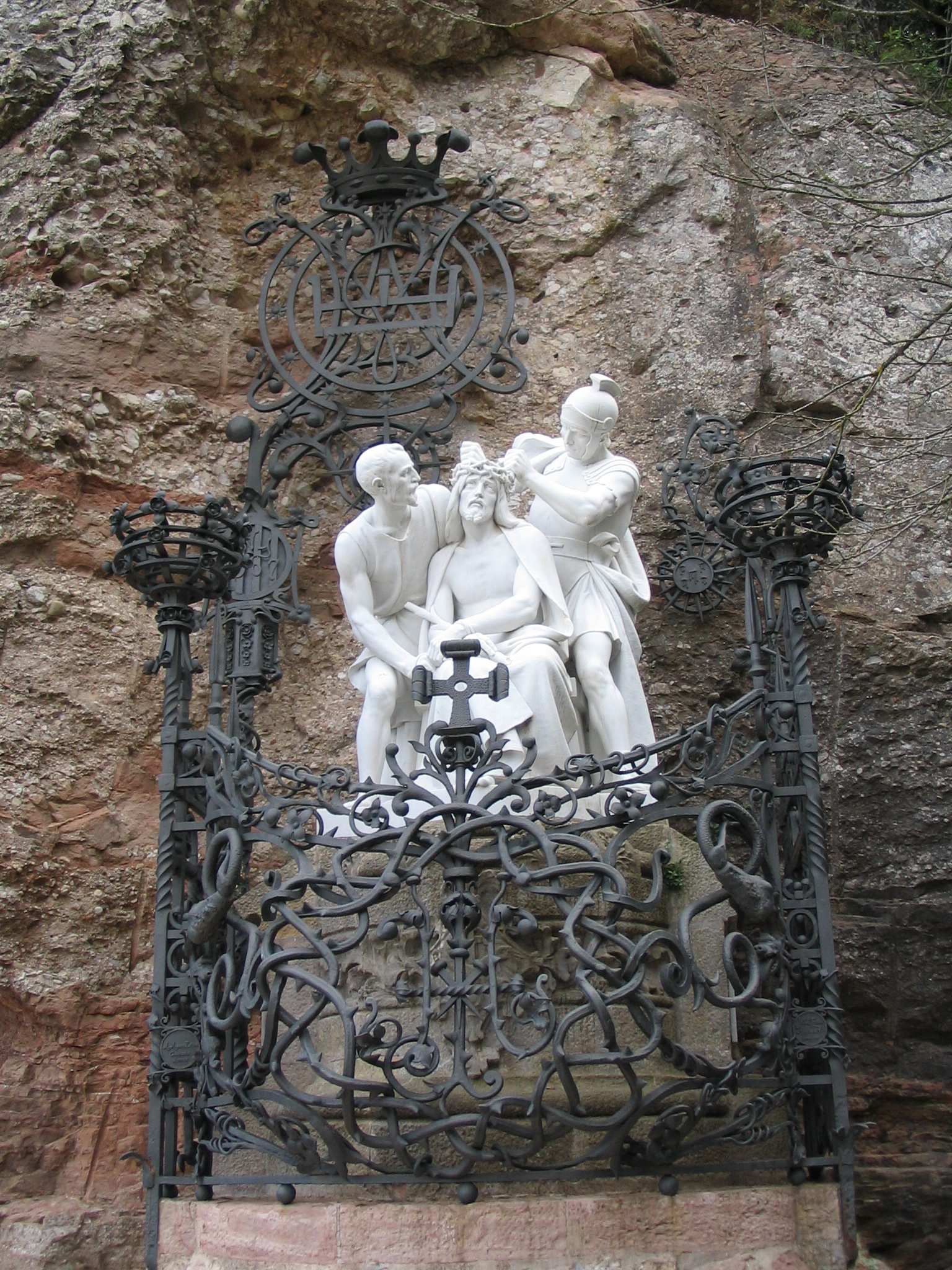
Troisième mystère douloureux
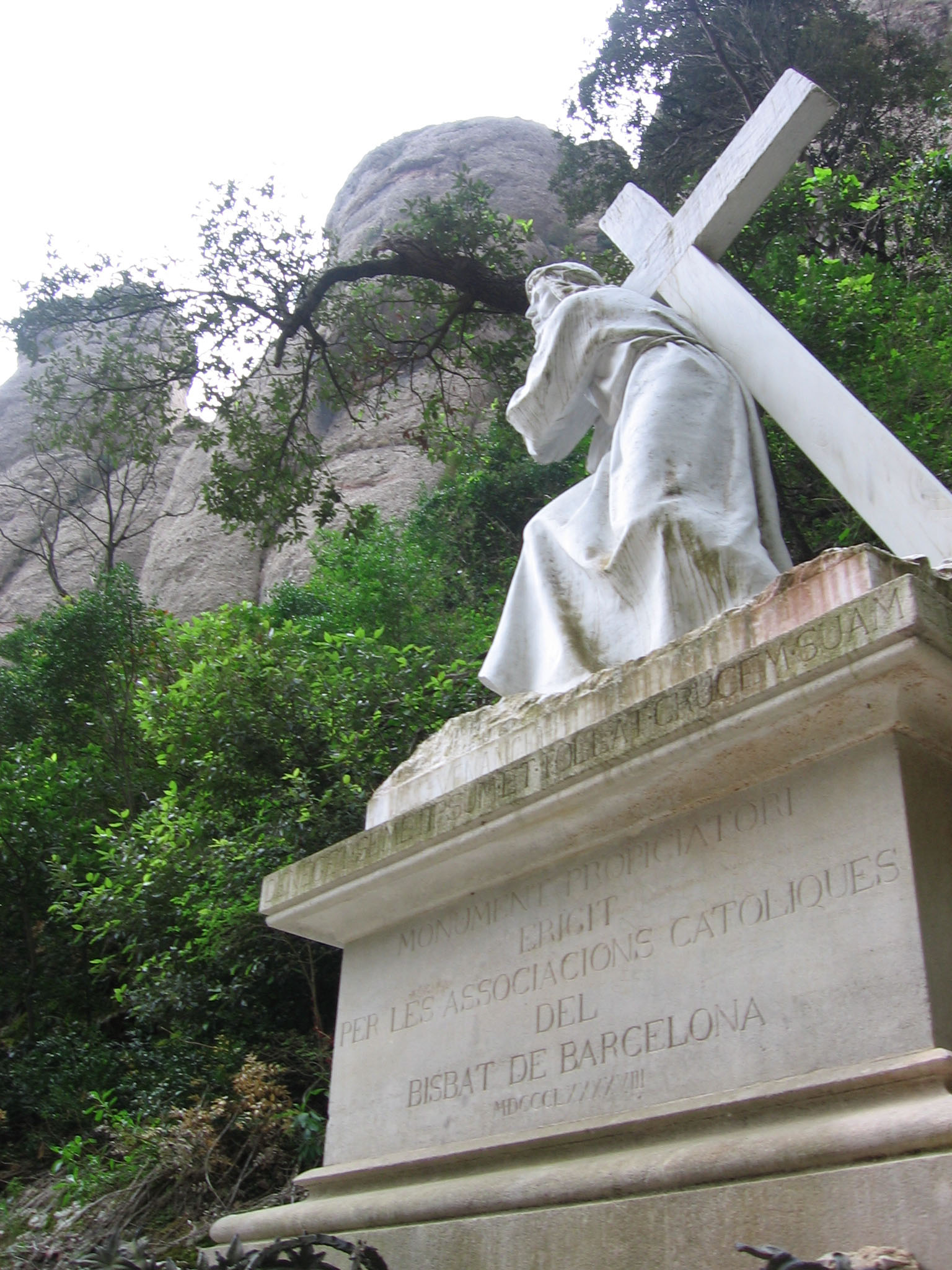
Quatrième mystère douloureux

### Mystères glorieux
- Premier mystère glorieux : La Résurrection de Jésus. œuvre de l'architecte Antoni Gaudí et des sculpteurs Josep Llimona (Christ ressuscité) et Dionís Renart (Les Trois Maries) (1903-1916).
- Deuxième mystère glorieux : L'Ascension de Jésus. œuvre de l'architecte Bonaventura Bassegoda i Amigó et du sculpteur Josep Reynés (1903).
- Troisième mystère glorieux : La Pentecôte. œuvre de l'architecte Joan Martorell et du sculpteur Josep Marie Barnadas (date inconnue).
- Quatrième mystère glorieux : L’Assomption de la Vierge Marie. œuvre de Joaquim Codina i Matalí avec sculptures de Venanci Vallmitjana (1900).
- Cinquième mystère glorieux : Le Couronnement de la Vierge Marie. œuvre de Joaquim Codina i Matalí avec sculptures de Joan Flotats (1906).

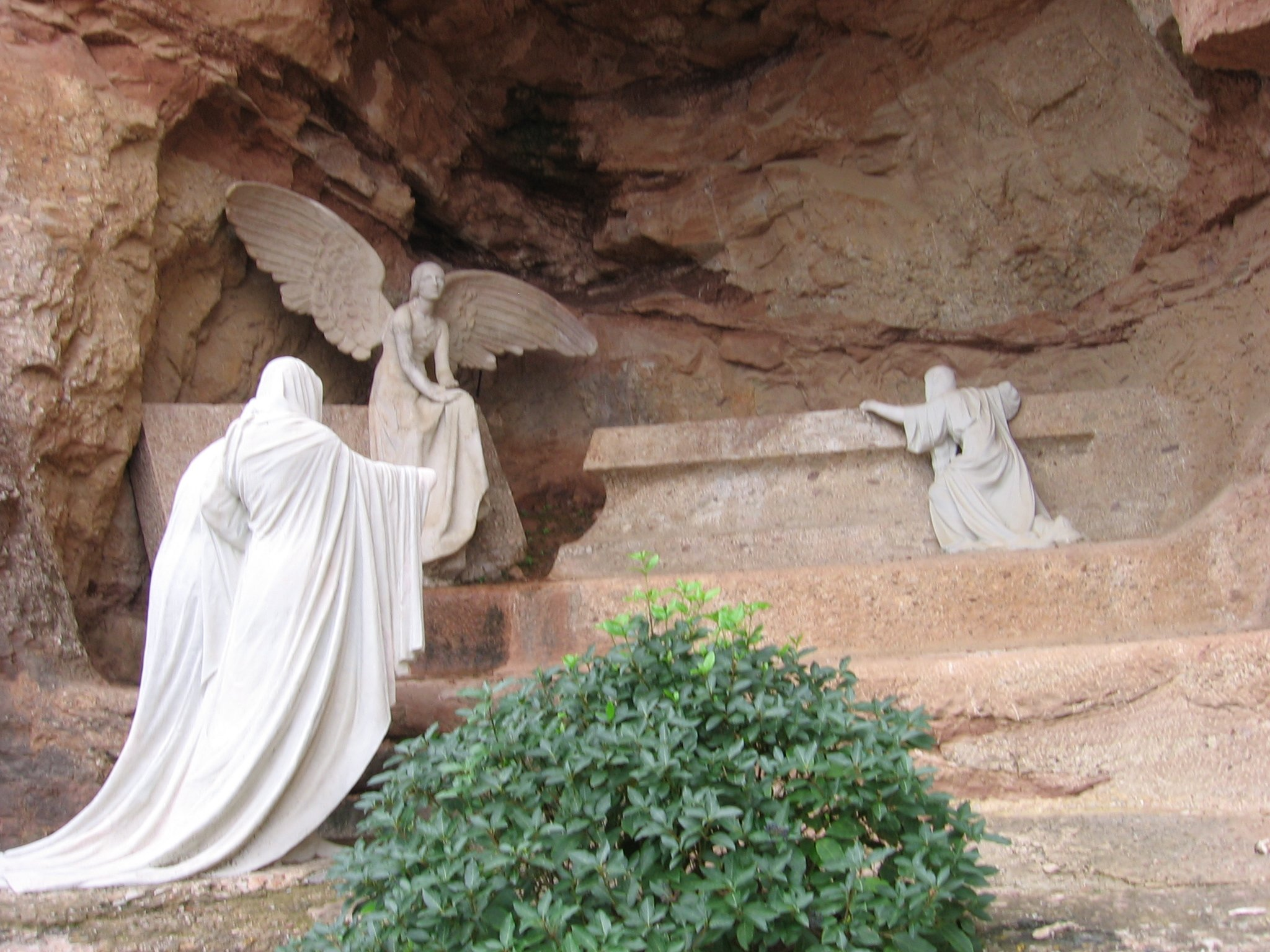
Premier mystère glorieux
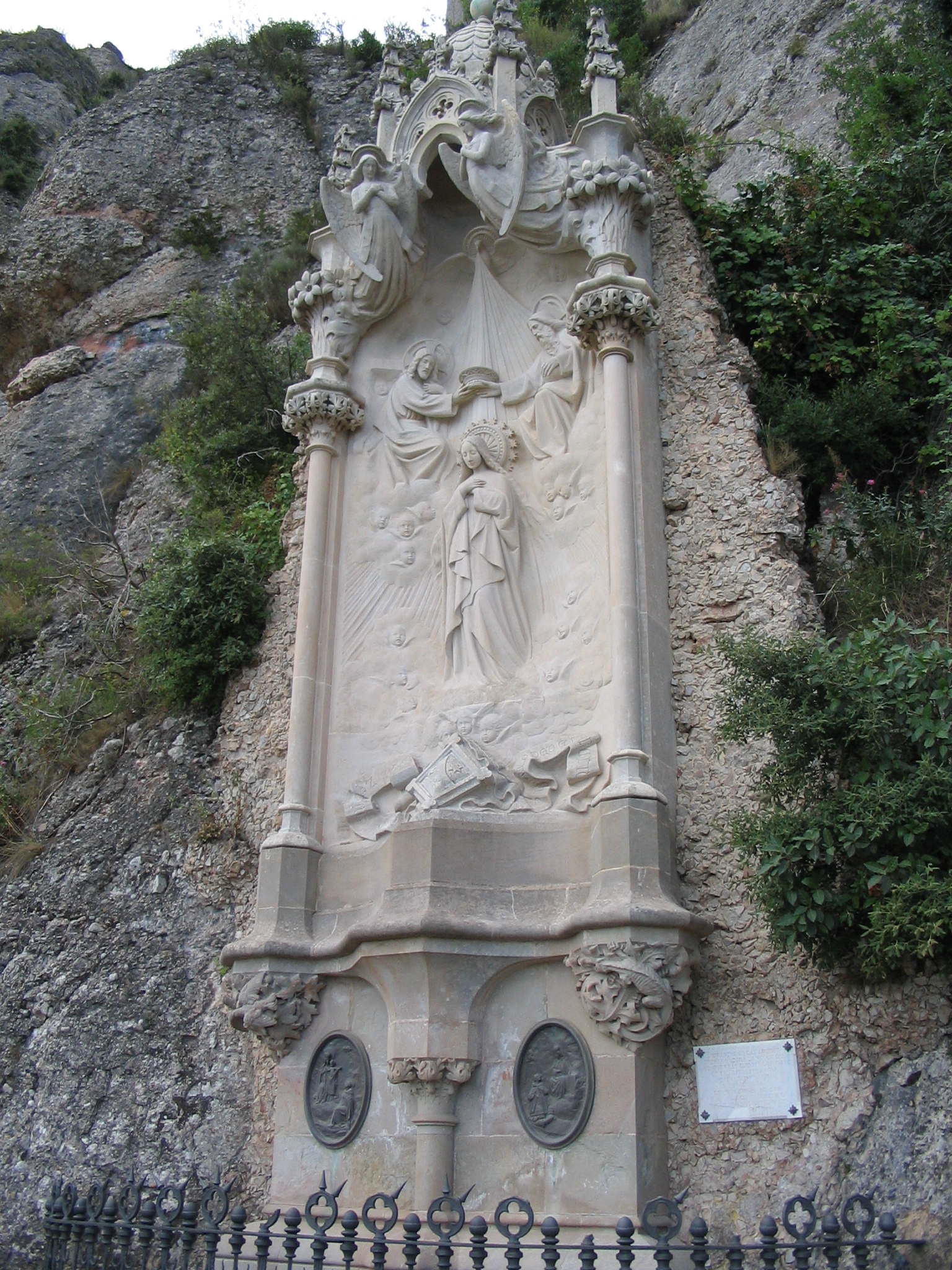
Cinquième mystère glorieux

## Chemin de Croix
Parallèlement au Rosaire Monumental fut construit entre 1904 et 1916 sur l'autre versant de la montagne le Chemin de Croix, autre ensemble de sculptures monumentales composées de 14 arrêts représentant la Passion du Christ. Commandé par la Confrérie du Chemin de Croix Perpétuel et Vivant à Barcelone, ce fut l'œuvre d'Enric Sagnier i Villavecchia (alors architecte en titre de la Basilique de Montserrat) et d'Eduard Mercader, alors  que la sculpture fut entièrement confiée à Eusebi Arnau -auteur des modèles, qu’exécutait le tailleur Joan Pujol. L'ensemble développé par Sagnier avait un style ressemblant vaguement à celui d'Antoni Gaudí, perceptible par les surfaces rugueuses de la pierre brute et les pinacles naturalistes. En plus des sculptures, on érigea au bout du chemin de croix la Chapelle de la Solitude (1915-1916), petit temple d'influence orientale inspirée du sépulcre de Jésus, avec des peintures de Darius Vilàs et une sculpture de Josep Llimona. Le Chemin de Croix fut détruit en 1936 pendant la guerre d'Espagne. Le seul vestige actuel est la base de la sculpture de la Crucifixion et la Chapelle de la Solitude qui réchappèrent de cette destruction.
À la fin des années 1950, un nouveau Chemin de Croix fut projeté et confié à l'architecte Francesc Folguera, avec des sculptures de Margarida Sans i Jordi, Francesc Juventeny et Domènec Fita. Abîmées ces dernières années par des actes de vandalisme, certaines œuvres durent être retirées et remplacées par une Étoile monumentale conçue par Josep Garganté.

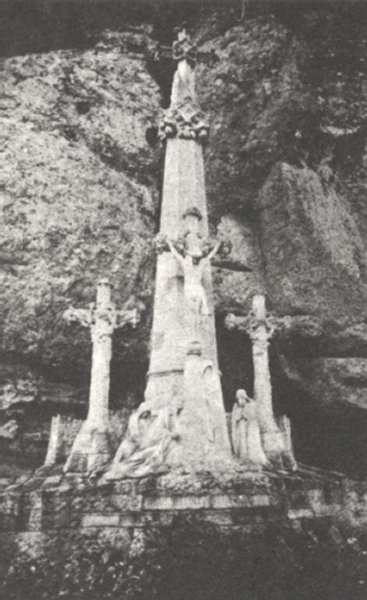
Deux des arrêts du Chemin de Croix.
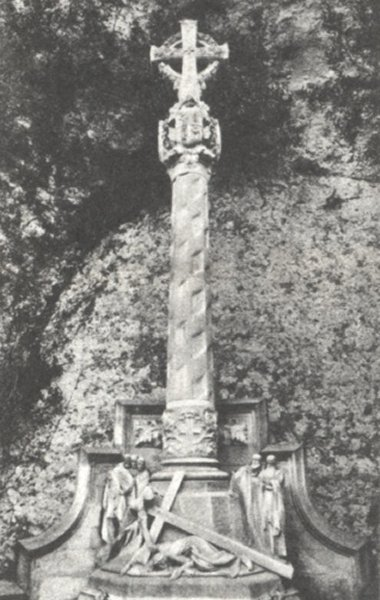
Deux des arrêts du Chemin de Croix.